# قدرية قدري
قدرية قدري (16 أبريل 1936 -)، ممثلة مصرية.

## عن حياتها
تخرجت من كلية الآداب قسم اللغة الإنجليزية. بالإضافة لعملها بالتمثيل كانت تعمل كصحفية في مجلة روز اليوسف. اكتشفها المخرج صلاح أبو سيف وبدأت مشوارها الفني عام 1952، ثم توقفت بسبب انشغالها بعملها الصحفي وعادت بأدوار أكثر قوة بعام 1959، واستمرت حتى اعتزالها بعام 1980.

## أعمالها

### أفلامها
- الشريدة (1980)
- ليالي ياسمين (1978)
- وادي الذكريات (1978)
- الشياطين (1977)
- مولد يا دنيا (1976)
- رحلة الأيام (1976)
- على من نطلق الرصاص (1975)
- على ورق سيلوفان (1975)
- الشوارع الخلفية (1974)
- سفاح النساء (1970)
- الثلاثة يحبونها (1965)
- رجل في الظلام (1963)
- القصر الملعون (1962)
- امرأة في دوامة (1962)
- الشموع السوداء (1962)
- صائدة الرجال (1960)
- بين السماء والأرض (1960)
- النغم الحزين (1960)
- الرجل الثاني (1959)
- المبروك (1959)
- الأستاذة فاطمة (1952)
- اديني عقلك (1952)

### سهرة تلفزيونية
- للأزواج فقط (1970)

### مسلسلاتها
- المتشعبطون (1969)
- مفتش المباحث (1968)
- مأساة إنسان (مسلسل) مأساة إنسان (1966)
- سمن على عسل

### مسرحياتها
- الملوك يدخلون القرية (1971)
- الحفلة (1964)
- خيال الظل